# Stadionul Municipal Botoșani
Stadionul Municipal Botoșani este un stadion multifuncțional din Botoșani, România, ce servește în principal drept gazda meciurilor echipei de fotbal FC Botoșani. Stadionul are o capacitate de 7.782 de locuri, toate pe scaune, și o suprafață de 31.674 m2.
Stadionul beneficiază și de nocturnă, inaugurată în septembrie 2014 cu ocazia unui meci de Liga I împotriva echipei Dinamo București, meci câștigat de botoșăneni cu 3-2.

## Galerie

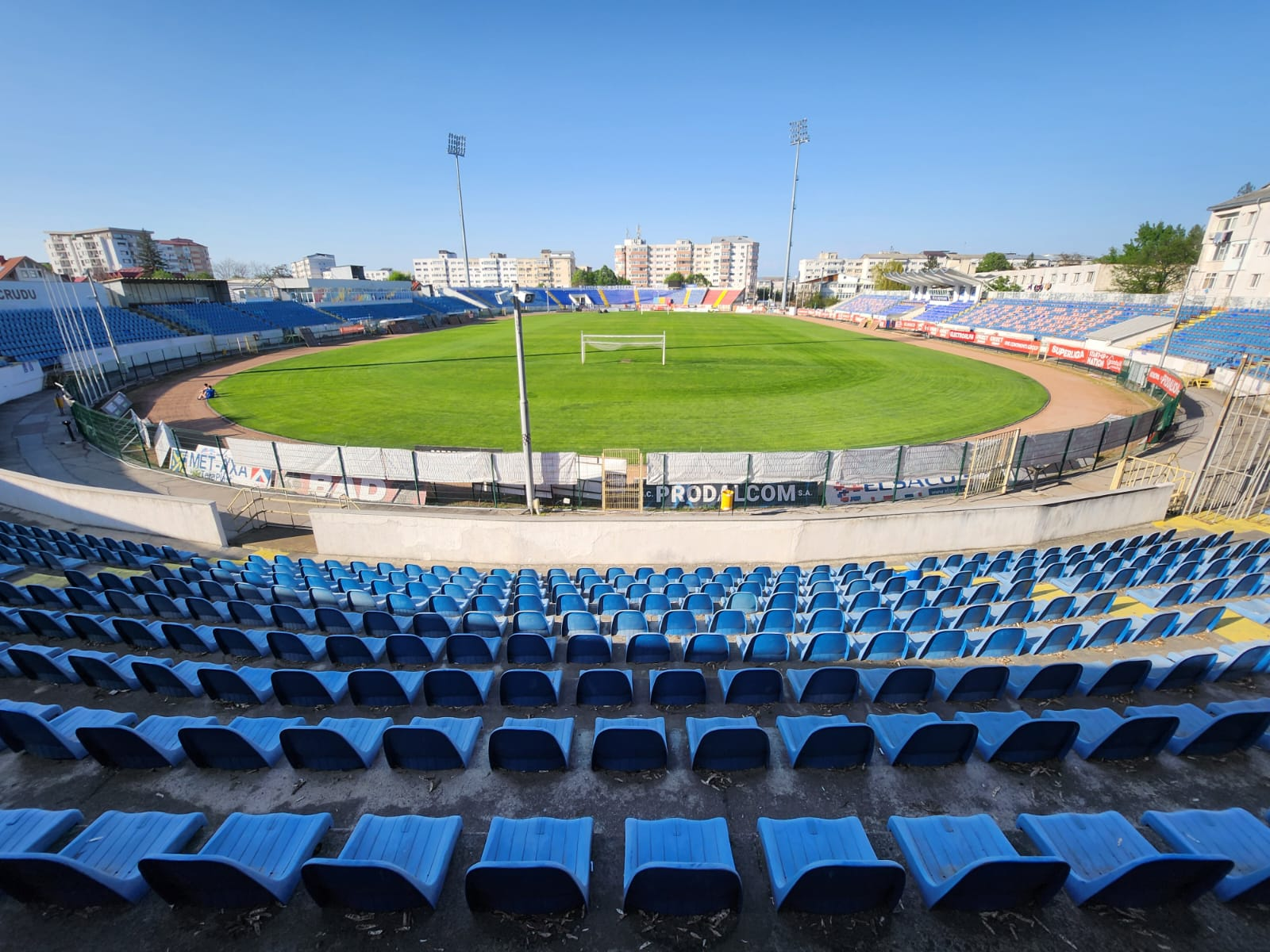
Vedere dinspre Peluza Sud
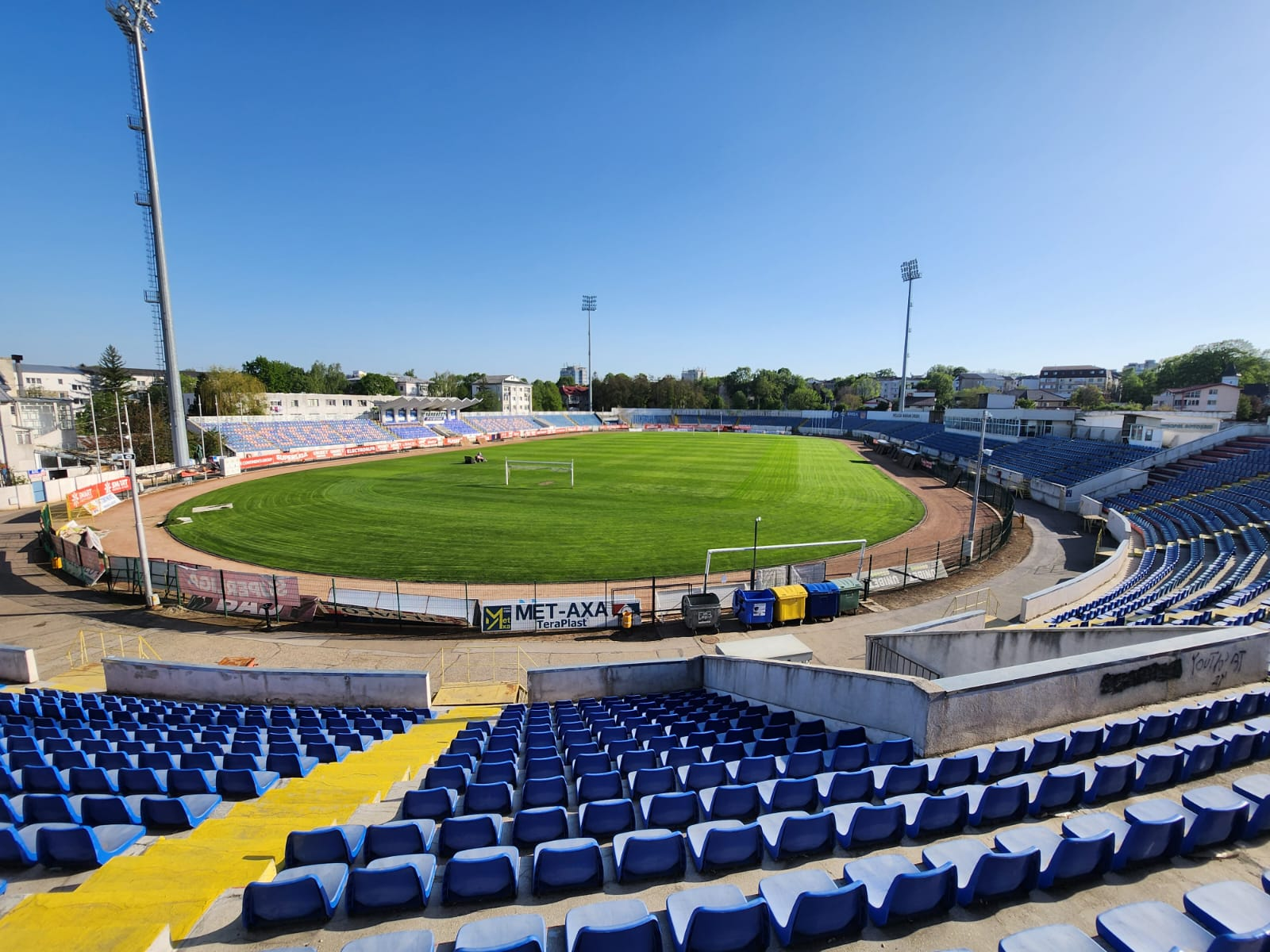
Vedere dinspre Peluza Nord
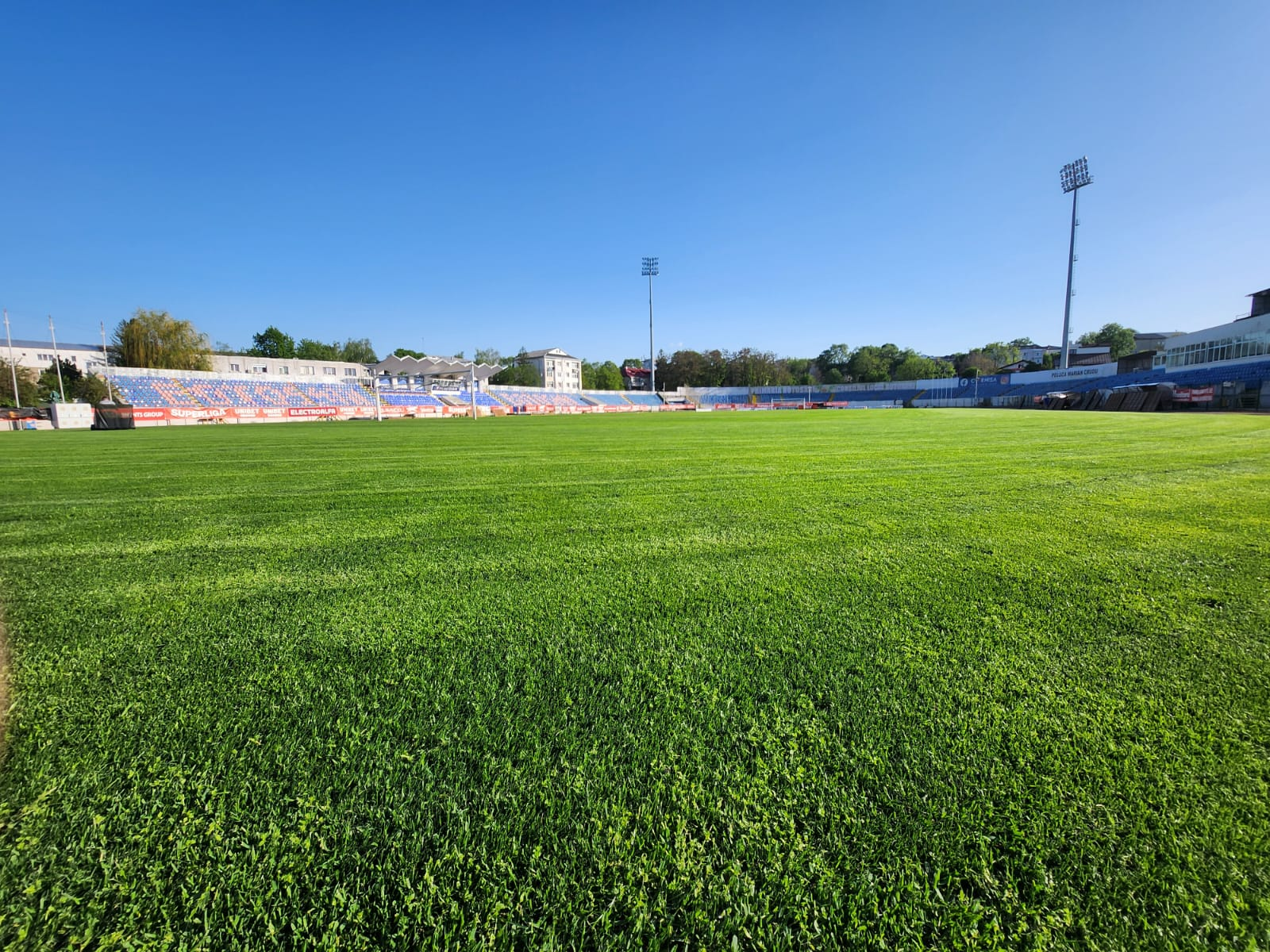
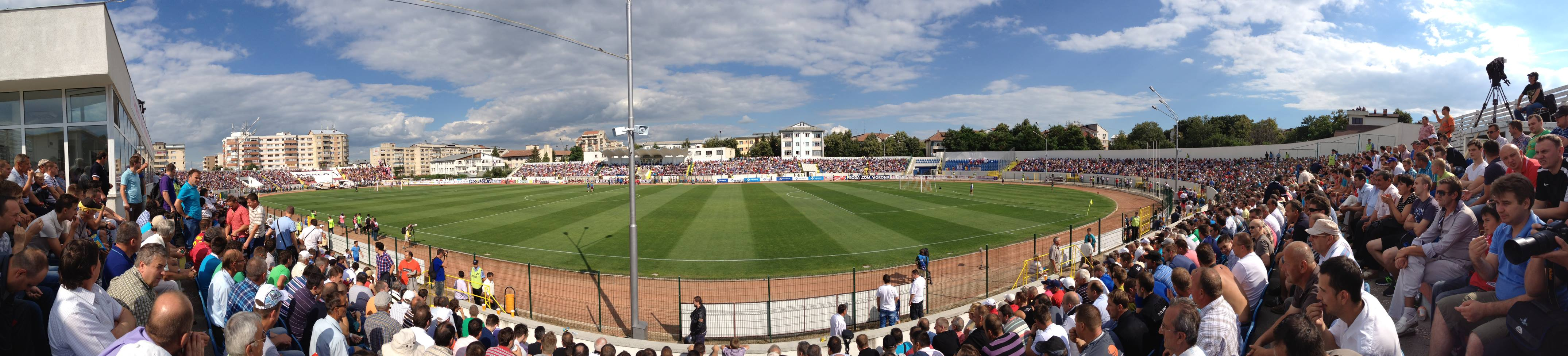
Panoramă a stadionului